# بوتي (تسكانة)
بوتي (بالإنجليزية: Buti) هي بلدية تقع في مقاطعة بيزا في منطقة تسكانة الإيطالية وتبعد حوالي 50 كيلومترًا (31 ميلًا) غرب فلورنسا وحوالي 15كيلومترًا (9 ميل) شرق بيزا . وبلغ عدد سكانها 5566 نسمة في 31 ديسمبر عام 2004 , وتبلغ مساحتها 23.1 كيلومتر مربع (8.9 ميل مربع).

## الجغرافيا
يحد منطقة بوتي البلديات التالية : بينتينا و كالسي و كابانوري و فيكوبيسانو .

## الحكومة

### فرازيوني
تتكون البلدية من مقر بلدية بوتي وقرى (فرازيوني) في كاسين دي بوتي ولا كروتشي.

### الانتخابات البلدية لعام 2021
جذبت الانتخابات البلدية لعام 2021 أنظار الصحافة حين هزمت أريانا بوتي , مونيا بوتي في الانتخابات لمنصب رئيس البلدية.  ( يُسمى المرشحان للانتخابات في بوتي "بوتي وبوتي" في إيل فاتو كوتيديانو ) .

## المعالم السياحية الرئيسية
- قلعة تونيني
- فيلا ميديشي
- البلدةالمحصنه لقلعة دي نوكو
- كنيسة القديس فرنسيس

## روابط خارجية
- الموقع الرسمي